# Вассіліс Фотіас
Вассіліс Фотіас (грец. Βασσίλιος Φωτιας; 10 квітня 1989, Пелла) — грецький футбольний арбітр. Судить матчі в Суперлізі з 2018 року. Арбітр ФІФА та УЄФА з 2021 року.

## Суддівська кар'єра
20 жовтня 2018 року Фотіас судив свій перший матч у чемпіонаті Греції. Під час матчу між «ПАС Янніна» та «Панетолікос» 0–2, арбітр сім разів показав жовту картку.
У євро кубках дебютував 15 липня 2021 року під час матчу між «Сфинтул Георге» та «Партизані» з Тирани в рамках першого кваліфікаційного раунду Ліги конференцій Європи УЄФА. Гра закінчилася з рахунком 2–3, і Фотіас шість разів показав жовту картку.
Він відсудив свій перший міжнародний матч 10 вересня 2023 року, коли Фарерські острови програли Молдові з рахунком 0–1 через гол Вадима Раце. Під час цього матчу Фотіас показав дві жовті картки.